# Jonas Esbjörs
Eric Jonas Esbjörs, född 1 november 1973 i Högsbo församling i Göteborg, är en svensk före detta ishockeyspelare vars senaste klubb var Frölunda HC. Han har även spelat i HV71, Ässät och Hanhals HF.
Även storebror Joacim och pappa Lars-Erik har spelat i Frölunda.
Direkt efter den aktiva hockeykarriären arbetade han en tid som fiskhandlare. Sedan februari 2011 är han säljare på Frölundas försäljningsavdelning.  